# Денисов, Виктор Эрикович
Виктор Эрикович Денисов (род. 28 апреля 1954) — советский и российский футбольный судья.

## Биография
Матчи взрослых команд судил примерно с середины 1980-х. Обслуживал матчи низших лиг СССР, работая как ассистентом так и главном арбитром. После распада СССР продолжил судить матчи низших лиг (преимущественно в роли главного арбитра), а также с 1992 года работал на матчах высшей лиги в качестве ассистента, где провёл 41 матч. Единственную игру высшей лиги в роли главного арбитра провёл 2 мая 1993 года в матче 9-го тура «Динамо» Ставрополь — ЦСКА Москва (1:1), показал два предупреждения и назначил два пенальти (ЦСКА свой удар не реализовал).
Завершил судейскую карьеру в 1999 году. После завершения карьеры работал начальником команды «Губкин» (2006) и «Зенит» (Пенза) (2007), спортивным директором клуба «Горняк» (Учалы) (2008).